# Фріц Цейка
Фріц Цейка (нім. Fritz Cejka, 3 липня 1928 — 26 листопада 2020) — австрійський футболіст, нападник.

## Клубна кар'єра
У дорослому футболі дебютував 1947 року виступами за команду клубу «Адміра» (Відень), в якій провів дванадцять сезонів, взявши участь у 270 матчах чемпіонату. Більшість часу, проведеного у складі віденської «Адміри», був основним гравцем атакувальної ланки команди. У складі віденської «Адміри» був одним з головних бомбардирів команди, маючи середню результативність на рівні 0,46 гола за гру першості.
Своєю грою за цю команду привернув увагу представників тренерського штабу клубу «Вінер Атлетік», до складу якого приєднався 1959 року. Відіграв за віденську команду наступні чотири сезони своєї ігрової кар'єри. Граючи у складі «Вінер Атлетікспорт Клуба» також здебільшого виходив на поле в основному складі команди. В новому клубі був серед найкращих голеодорів австрійського чемпіонату з середньою результативністю на рівні 0,83 гола за гру чемпіонату. 1960 року став найкращим бомбардиром сезону в чемпіонаті Австрії.
Протягом 1963–1964 років захищав кольори команди клубу «Капфенберг».
Завершив професійну ігрову кар'єру у клубі «Ферст Вієнна», за команду якого виступав протягом 1964–1966 років.

## Виступи за збірну
1952 року дебютував в офіційних матчах у складі національної збірної Австрії. Дебютна гра стала єдиним офіційним матчем Цейки у національній команді.